# Chudenice
Chudenice är en köping i Tjeckien.   Den ligger i regionen Plzeň, i den västra delen av landet, 110 km sydväst om huvudstaden Prag. Chudenice ligger 492 meter över havet och antalet invånare är 699.
Terrängen runt Chudenice är kuperad söderut, men norrut är den platt. Runt Chudenice är det ganska tätbefolkat, med 179 invånare per kvadratkilometer. Närmaste större samhälle är Klatovy, 11,8 km sydost om Chudenice. I omgivningarna runt Chudenice växer i huvudsak blandskog.